# Eagle Point (Victoria)
Eagle Point ist ein Weiler im Verwaltungsbezirk East Gippsland Shire, gelegen im australischen Bundesstaat Victoria.
Die Einwohneranzahl beträgt 843 (Stand 2016), das Durchschnittsalter 56 Jahre was damit um 18 Jahre über dem Durchschnittsalter in Australien liegt. 79,1 % der Einwohner von Eagle Point sind in Australien geboren, 3,7 % stammen aus England, 2,1 % aus Deutschland und 1,8 % aus Neuseeland. 91,6 % der Einwohner sprechen Englisch als Hauptsprache, gefolgt von Italienisch mit einem Anteil von 1,1 % und Deutsch mit 0,6 %.
In Eagle Point gibt es die Grundschule Eagle Point Primary School, bestehend aus zwei Gebäuden, welche im Jahr 2010 renoviert wurde.
Wirtschaftlich dominant und primär einziger Wirtschaftszweig ist der Tourismus mit den benachbarten Nationalparks The-Lakes-Nationalpark und den Gippsland Lakes Coastal Park. Es gibt in Eagle Point zwei Reisemobil-Stellplätze, den Eagle Point Caravan Park und den Lake King Caravan Park. Durch das Gebiet des Weilers fließt der Fluss Mitchell River, welcher den See Lake King, einen See aus der Gruppe der Gippsland-Seen, speist. Der Lake King ist öfter wegen einer giftigen Algenblüte mit einem Badeverbot versehen.